# Silvio Varviso

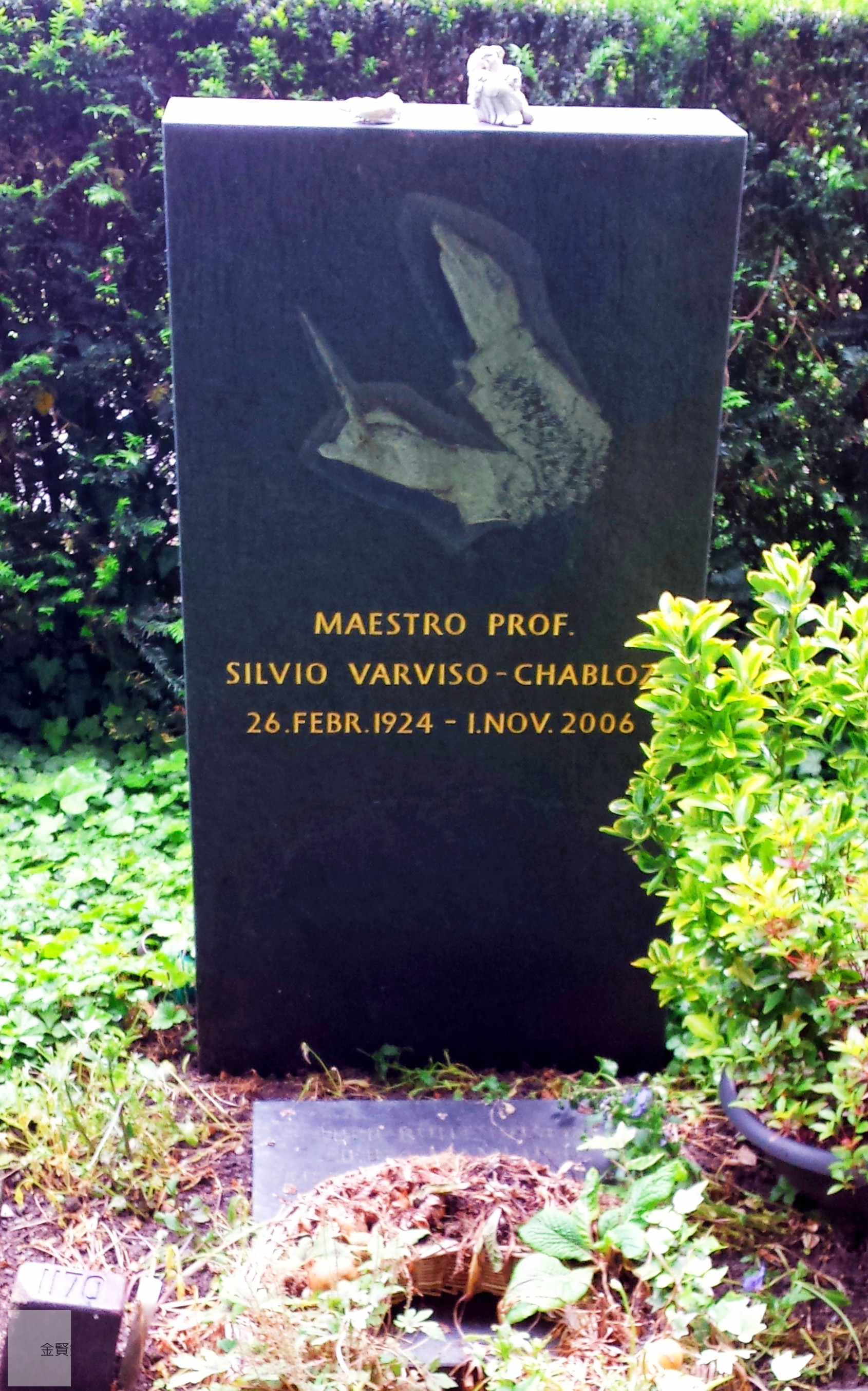
Lápide do maestro Silvio Varviso

Silvio Varviso (26 de Fevereiro de 1924 - 1 Novembro de 2006) foi um maestro suíço que passou grande parte da sua carreira conduzindo óperas. Ele começou com sua carreira de maestro trabalhando em algumas casas de óperas na Suíça na metade da década de 1940. Ele tornou-se o principal maestro da casa de ópera em Basel em 1956, onde ele trabalhou por seis anos. No fim da década de 1950 ele apareceu nas maiores casas de óperas do mundo como maestro convidado. Durante a década de 1960 ele conduziu no Metropolitan Opera em Nova Iorque e no Royal Opera House em Londres. Em 1965 ele se tornou o diretor musical da Ópera Real Sueca e depois foi o diretor musical da Ópera Estatal de Stuttgart e da Ópera Nacional de Paris. Durante o começo da década de 1990 ele se tornou o maestro convidado permanente da Vlaamse Opera, onde ficou até sua morte.

## Começo da Carreira
Varviso nasceu em Zurique, onde seu pai era professor vocal. Ele estudou "tudo sobre voz" no Conservatório de Zurique, estudou também piano, violino, clarinete, trompete e percussão. Ele continuou seus estudos de condução com o maestro austríaco Clemens Krauss em Viena.
Varviso fez sua estréia como maestro aos vinte anos de idade conduzindo Die Zauberflöte de Mozart no Stadttheater em St. Gallen, Suíça. Nos anos seguintes ele trabalhou como maestro convidado em algumas casas da Suíça. Ele tornou-se o maestro principal do Teatro Basel, cargo que ocupou de 1956 até 1962, onde realizou muitas produções de óperas de Mozart e trabalhos do repertório do bel canto. Conduziu também a primeira performance em alemão de Ognenny angel de Prokofiev.

### Começo do Sucesso Internacional
Durante o fim da década de 1950 Varsivo fez uma série de notáveis trabalhos como maestro convidado em grandes companias de óperas, incluindo Ópera Alemã de Berlim em 1958, Ópera Nacional de Paris em 1958 e Ópera de São Francisco em 1959 - que foi a primeira vez que conduziu uma orquestra nos Estados Unidos. Em 1958 ele conduziu a estréia mundial de Titus Feuefuchs de Heinrich Sutermeister no Brussels World Fair. No dia 10 de outubro de 1961 ele retornou para São Francisco para conduzir a estréia estadunidense de A Midsummer Night's Dream de Benjamin Britten. Ele conduziu Le Nozze di Figaro na primeira performance do Festival Glyndebourne em 1962 seguida de uma produção de Der Rosenkavalier em sua estréia no Royal Opera House, Londres. Ele retornou para o Royal Opera até o fim de sua carreita, conduzindo obras de Mozart, Puccini, Strauss e Wagner e menos frequentemente Pelléas et Mélisande de Debussy.

### Trabalhando no Met
No dia 26 de Novembro de 1961, Varviso fez sua estréia no Metropolitan Opera conduzindo uma produção de Lucia di Lammermoor de Donizetti. A noite também foi marcada com a estréia de Joan Sutherland na casa e tendo Richard Tucker como Edgardo. Varviso se tornou um maestro a se apresentar regularmente na casa durante a década de 1960, conduzindo 142 performances no Met até 1969. As óperas que Varviso conduziu no Met incluem Madama Butterfly de Puccini com Dorothy Kirsten; Die Fledermaus de Johann Strauss II com Theodor Uppman e Jeanette Scovotti; Adriana Lecouvreur de Cilea com Renana Tebaldi e Franco Corelli; La Sonnambula de Bellini com Joan Sutherland e Nicolai Gedda; Tosca de Puccini com Gabriella Tucci e Anselmo Colzani; Die Zauberflöte de Mozart com Anna Moffo e Gianna D'Angelo; Ariadne auf Naxos com Gladys Kuchta e Roberta Peters; Aida de Verdi com Birgit Nilsson; Don Pasquale com Fernando Corena; Les Contes d'Hoffmann com William Dooley; Il Barbiete di Siviglia com Reri Grist e Geroge Shirley;  Don Giovanni de Mozart com Cesare Siepi e Martina Arroyo e Faust de Gounod com Pilar Lorengar.

### Fim da Vida e Carreira
Em 1965 Varviso foi apontado como diretor musical na Ópera Real Sueca em Estocolmo, onde ele permaneceu por seis anos. Durante esse período ele frequentemente conduziu a Ópera Estatal Bávara, Ópera Estatal de Hamburo e a Ópera Estatal de Viena. Em 1969 ele conduziu Der Fliegenge Holländer no Festival de Bayreuth. Ele retornou para o festival muitas vezes, para conduzir Wagner durante as décadas de 1970 e 1980. Em 1972 ele se tornou o diretor artístico da Ópera Estatal de Stuttgart, onde, dois anos antes, ele tinha se tornado diretor artístico da Ópera Nacional de Paris. Ele trabalhou também com a Ópera Nacional de Paris até 1985. Em 1983 ele retornou para o Met para uma noite, depois de quatorze anos sem conduzir lá. Ele conduziu sua última e 147ª performance na casa dia 2 de Abril de 1983, com uma produção de Die Walküre de Wagner com Gwyneth Jones e Manfred Jung.
Em 1991 Varviso se tornou o maestro convidado permanente da Vlaamse Opera, onde ele permaneceu até o fim de sua carreira. Nos seus últimos anos ele trabalhou especialmente com óperas de Puccini. Sua última apresentação no pódio foi conduzindo Tosca de Puccini, dia 19 de Setembro de 2006.
Varviso morreu em Antwrp dia 1 de Novembro de 2006 aos 82 anos de idade.

## Referêncoas
- Met Opera Archives.